# Diecezja Krisznagar
Diecezja Krisznagar – diecezja rzymskokatolicka w Indiach. Została utworzona w 1870  jako prefektura apostolska Środkowego Bengalu. Podniesiona do rangi diecezji w 1886, pod obecną nazwą od 1887.

## Ordynariusze
- Albino Parietti,  † (1855–1864)
- Luigi Limana, P.I.M.E. † (1864–1870)
- Antonio Marietti, P.I.M.E. † (1870–1878)
- Francesco Pozzi, P.I.M.E. † (1879–1905)
- Santino Taveggia, P.I.M.E. † (1906–1927)
- Stefano Ferrando, S.D.B. † (1934–1935)
- Louis La Ravoire Morrow, S.D.B. † (1939–1969)
- Matthew Baroi, S.D.B. † (1973–1983)
- Lucas Sirkar, S.D.B. (1984–2000)
- Joseph Suren Gomes, S.D.B., (2002–2019)
- Nirmol Vincent Gomes, S.D.B., (od 2022)